# حياة مابل الزوجية (فلم 1914)
حياة مابل الزوجية (بالإنجليزية: Mabel's Married Life)، يعرف أيضا بأسم (تشارلي والمانيكان)، وهو فيلم كوميدي أمريكي صامت من عام 1914 بطولة مابل نورماند وتشارلي تشابلن تم إنتاجه في استوديوهات كيستون.

## طاقم التمثيل
- تشارلي تشابلن - زوج مابل
- مابل نورماند - مابل
- ماك سوين - ولينغتون
- إيفا نيلسون - زوجة ولينغتون
- هانك مان - عنيف في البار
- تشارلز موراي - رجل في البار
- هاري مكوي - رجل في البار
- والاس ماكدونالد - صبي التسليم
- آل سانت جون - صبي التسليم

## وصلات خارجية
- الفيلم القصير Mabel's Married Life متوفر للتحميل من موقع أرشيف الإنترنت [المزيد]
- مقالات تستعمل روابط فنية بلا صلة مع ويكي بيانات
- Mabel's Married Life على يوتيوب
- Madcap Mabel: Mabel Normand website